# 東京藝術劇場
東京藝術劇場（英文：Tokyo Metropolitan Theatre），位於東京都豐島區西池袋的綜合藝術文化設施，由东京都历史文化财团管理和營運。藝術總監為野田秀樹。
劇場前的公園就是池袋西口公園，是偶像劇《池袋西口公園》的拍攝場地。

## 歷史
- 1964年（昭和39年）3月31日：東京學藝大學附屬小金井小學轉讓
- 1969年5月29日：東京都附属小学校從國家取得
- 1982年12月3日：「東京都長期計畫」宣布以三百億日元的商業化東京藝術劇場
- 1990年（平成2年）8月18日：建設完成
- 1990年10月30日：開幕
- 1991年5月：旋轉式雙面管風琴[2]安裝完成，首任館長為遠山一行
- 2002年4月：移交東京都教育廳東京辦公生活、文化、體育事務局管理
- 2007年11月12日：福地茂雄被任命為第三任館長
- 2008年4月：藝術顧問野田秀樹、副館長高萩宏就任
- 2009年7月：藝術顧問野田秀樹正式就任
- 2011年4月1日－2012年8月31日：用翻新的設施，全面休館
- 2012年9月15日：重開

## 建築概要
- 土地面積：13,290.44平方米
- 逞報面積：49,739.00平方米
- 結構類型：鋼筋混凝土，鋼部分
- 層數：地下4層，地上10層，複式（58.5米最大高度，25.2米的底部基礎）
- 施工期：1987年（昭和62年）7月11日動工、1990年（平成2年）8月18日竣工
- 設計師：蘆原建築設計事務所 蘆原義信
- 音響設計：永田音響設計。
- 項目總成本：320億円

## 設施
所有設施都可租賃。

### 大館
- 適用於管弦樂團
- 座位：1,999個座位（一樓688個座位，二樓674個座位，地下637個座位）
- 第一階段：（120樂團組織，組織的合唱團200名）20M21米正面，12.6米的深度，高度
- 舞台形式：一個不限成員名額

### 中館
- 適用於芭蕾舞，舞蹈，歌劇。樂池可容納約60人。
- 座位：841個（可容納659個座位的一樓，二樓182個座位）
- 第一階段：54米長，20米闊，20米高
- 樂池：15.5米長，6米的闊，80平方米的面積

### 小館
小館1號（東劇院）
- 多功能會議室，可以有300個座位。

小館2號（西劇院）
- 多功能會議室，可以有300個座位。

### 展覽館
- 約393米²展覽館
- 有兩間展覽室（92.8米平方米和79平方米）

### 其他
後台
- 大館、中館各11間房，2間小館各4間房。

排練室
- 6間房。供管弦樂團，芭蕾舞團，舞蹈排練。

會議室
- 大，中，小會議室共9間房。

### 租戶
- 大師咖啡廳（マエストロ）
- 古本大學- 出售舊書

## 舉辦節目
- 『2007 TOKYO 新創世紀』演唱會（大館）
- 東京藝術劇場歌劇系列（大館）
- 東京藝術劇場管風琴音樂會（大館）
- 東京藝術劇場莫扎特長笛協奏曲音樂會

## 外部連結
- 東京藝術劇場官方網頁 （页面存档备份，存于）